# أوبولو
أبولو (بالإنجليزية: Upolu)‏ هي أصغر جزيرتي ساموا الرئيسيتين، قبالة سواحل أستراليا في المحيط الهادئ.
يشكل جبل فيتو أعلى نقطة في الجزيرة، وهو قمة البركان الذي يشكل الجزيرة وتحتل مساحة 1125 كم مرابع، ويبلغ عدد السكان فيها 145.000 نسمة، وهي أكثر كثافة سكانية في جزر ساموا وثاني أكبر الجزر بعد جزيرة سافاي. وتقع العاصمة أبيا في الساحل الشمالي للجزيرة.

## مشاهير

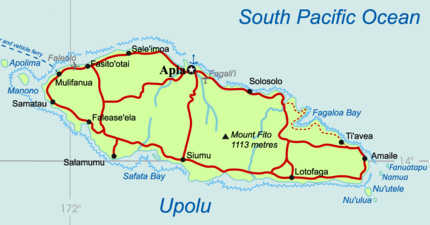
خريطة جزيرة ابولو احدا جزر ساموا

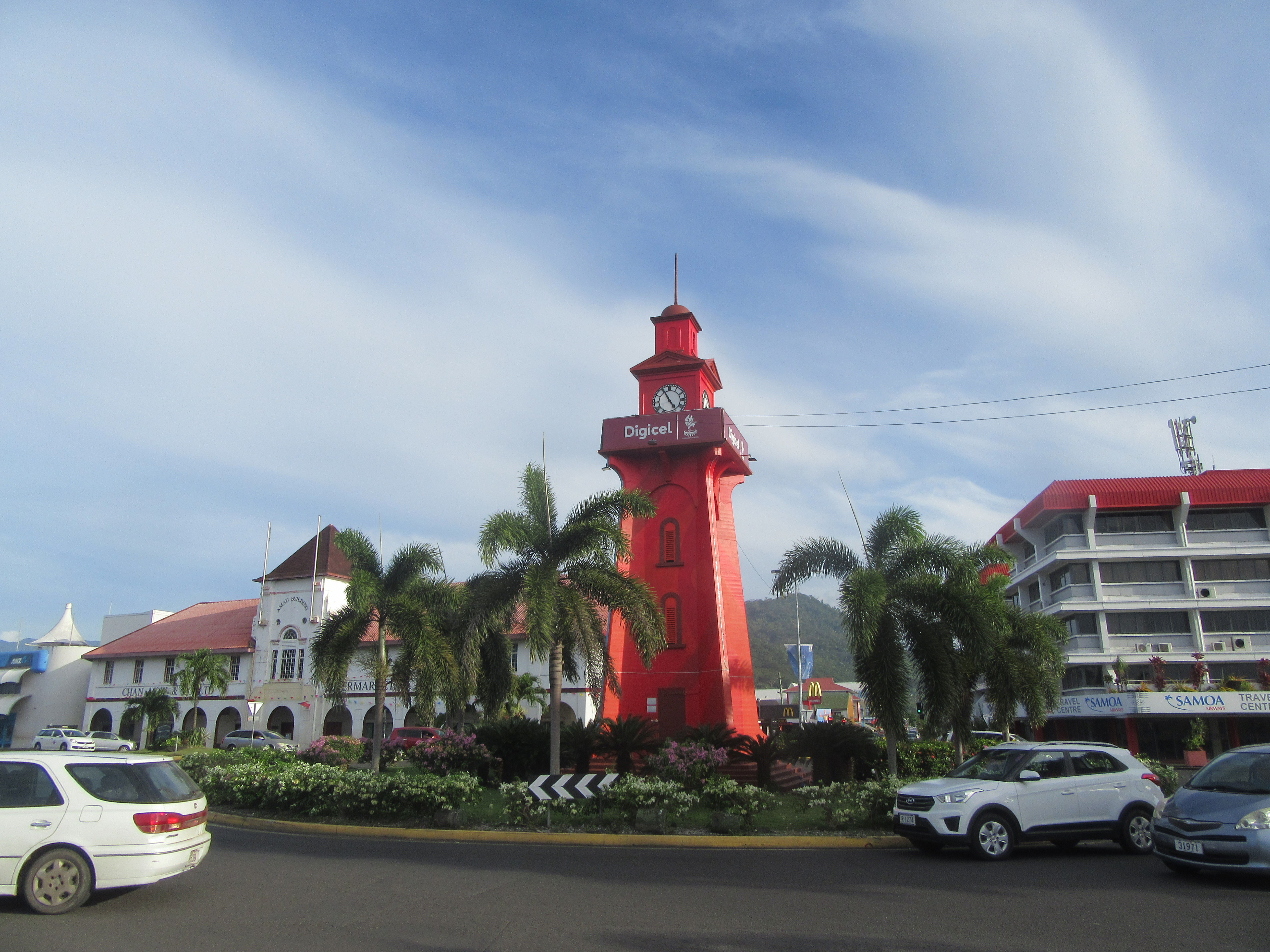
برج الساعة في ابيا العاصمة

- روبرت لويس ستيفنسون، مؤلف رواية جزيرة الكنز الشهيرة، استقر هناك عام 1889.